# Tachina amica
Tachina amica là một loài ruồi trong họ Tachinidae.